# Józef Lubomirski (1704–1755)
Józef Lubomirski herbu Szreniawa bez Krzyża (ur. 1704 w Sandomierzu, zm. 6 sierpnia 1755 roku) – książę, podstoli litewski w latach 1744–1755, marszałek Trybunału Głównego Koronnego w 1741 roku, generał-lejtnant wojsk koronnych w 1752 roku, generał major wojsk koronnych od 1748 roku, szef Regimentu Dragonów w 1746 roku, starosta jahorlicki, perejasławski i sądecki.
Był synem Jerzego Aleksandra. Żonaty z Felicjanną Jabłonowską, później z Agnieszką Magdaleną Lubomirską, był bezpotomny.
Poseł na sejm nadzwyczajny 1750 roku z województwa kijowskiego.
W 1748 roku odznaczony Orderem Orła Białego.